# Norphlet (Arkansas)
Norphlet es una ciudad ubicada en el condado de Union en el estado estadounidense de Arkansas. En el Censo de 2010 tenía una población de 844 habitantes y una densidad poblacional de 156,52 personas por km².

## Geografía
Norphlet se encuentra ubicada en las coordenadas 33°19′12″N 92°39′44″O / 33.32000, -92.66222. Según la Oficina del Censo de los Estados Unidos, Norphlet tiene una superficie total de 5.39 km², de la cual 5.39 km² corresponden a tierra firme y (0%) 0 km² es agua.

## Demografía
Según el censo de 2010, había 844 personas residiendo en Norphlet. La densidad de población era de 156,52 hab./km². De los 844 habitantes, Norphlet estaba compuesto por el 93.48% blancos, el 4.03% eran afroamericanos, el 0.24% eran amerindios, el 0% eran asiáticos, el 0% eran isleños del Pacífico, el 0.24% eran de otras razas y el 2.01% pertenecían a dos o más razas. Del total de la población el 2.73% eran hispanos o latinos de cualquier raza.